# Дубралеж (Кормянский район)
Дубралеж (бел. Дубралеж) — посёлок в Литвиновичском сельсовете Кормянского района Гомельской области Беларуси.
На юге лес.

## География

### Расположение
В 17 км на север от Кормы, в 63 км от железнодорожной станции Рогачёв (на линии Могилёв — Жлобин), в 127 км от Гомеля.

### Гидрография
На реке Вилейка (приток реки Сож).

## Транспортная сеть
Транспортные связи по просёлочной, затем автомобильной дороге Корма — Литвиновичи. Застройка деревянная усадебного типа.

## История
Согласно письменным источникам известна с XIX века как селение в Рогачёвском уезде Могилёвской губернии. Согласно переписи 1897 года фольварк, принадлежал графу Чернышову-Кругликову. В 1920-е годы свои дома здесь строили переселенцы из соседних деревень. В 1930 году жители вступили в колхоз, работали ветряная мельница и кузница. Согласно переписи 1959 года в составе колхоза имени П. М. Лепешинского (центр — деревня Литвиновичи).

## Население

### Численность
- 2004 год — 2 хозяйства, 3 жителя.

### Динамика
- 1897 год — 1 двор, 6 жителей (согласно переписи).
- 1959 год — 128 жителей (согласно переписи).
- 2004 год — 2 хозяйства, 3 жителя.